# 百獸戰隊牙吠連者
《百獸戰隊牙吠連者》，是由日本東映製作的《超級戰隊系列》第25部特攝作品，於2001年（平成13年）2月18日至2002年2月10日期間每週日上午7時30分在朝日電視台首播。

## 作品特色
- 《超級戰隊系列》第25部紀念作品，也是首部於21世紀首播的超級戰隊作品。
- 第六部以「動物」為主題的戰隊作品[註 2]。
- 首次出現由初期成員使用手機型變身器的戰隊（G-Phone）。
- 首次出現擁有武裝型態的大型合體機械人，而此作亦為目前大型機組數量最多的作品[註 3]。

## 故事概要
在約一千年前，人類與惡靈則互相戰鬥，但後來人類亦藉著聖獸Power Animal的幫助，接連的打倒鬼怪們。最後，遠古的牙吠連者成功擊敗了當時的究極奧魯古，並將奧魯古封印起來。
然而直到現代，奧魯古卻開始復甦，更向人類展開復仇之戰，而此時五位被聖獸認可的年輕人，他們放棄自己的本來的生活而變成新一代的牙吠連者以保衛地球。

## 登場角色

### 百獸戰隊牙吠連者
百獸戰隊牙吠連者，六人皆為被Power Animal挑選的戰士。
除了月麿為來自一千年前的戰士外，其餘五人則為現代的戰士，而五人在與奧魯古戰鬥期間則將其自身的原有生活擱在一邊，直至戰鬥結束為止。
獅子 走（しし かける）／ 牙吠紅
演：金子昇
「灼熱之獅子」，被Gao Lion挑選的戰士，亦為牙吠連者的隊長。
原為獸醫，喜愛動物的他能聆聽動物的心聲，而於被挑選為牙吠連者後則成為第五位加入戰隊的戰士。
其處事方式熱情滿滿，作戰的方式看似衝動卻非常有戰術，而在變身後亦擅於運用力量及速度戰鬥。
在與奧魯古的戰鬥結束後則回歸其獸醫本業。
其他登場作品：《海賊戰隊豪快者》、《連續4週特別篇 超級戰隊最強對戰!!》
鷲尾 岳（わしお がく）／ 牙吠黃
演：堀江慶
「孤高之荒鵰」，被Gao Eagle挑選的戰士。
原為航空自衛隊的飛行員候補生，於一次進行飛行訓練時遇上帝多梅後被其帶到天空島Animarium上，從此成為牙吠連者。
為首位成為牙吠連者的現代戰士，故擁有豐富的戰鬥經驗，但其個性高傲衝動，也因此在作戰時亦經常第一個衝出去戰鬥。
在變身後擅長空中戰，戰鬥時會張開雙臂放下翅膀飛行，並且擁有鵰的觀察力，藉此針對敵人的弱點進行迅速且無情的攻擊。
在與奧魯古的戰鬥結束後便回歸航空自衛隊擔任飛行員。
鮫津 海（さめづ かい）／ 牙吠藍
演：柴木丈瑠
「怒濤之鯊」，被Gao Shark挑選的戰士。
原為自由的兼職者，其個性很愛惡作劇但熱血積極正面、精力充沛。
於變身後擅長水中戰及以快速攻擊應付戰鬥。
在與奧魯古的戰鬥結束後則任職衝浪板店員。
牛込 草太郎（うしごめ そうたろう）／ 牙吠黑
演：酒井一圭
「鋼之猛牛」，被Gao Bison挑選的戰士。
原為摔跤選手，後來因傷退出行業後則在花店擔任搬運工人。
其面惡心善，心思單純，雖然外表剛強，但對於女性情感上卻很脆弱。
於變身後則擁有野牛般的力氣，並能夠利用自身的肌肉以鎮壓對手。
在與奧魯古的戰鬥結束後則在牧場工作。
大河 冴（たいが さえ）／ 牙吠白
演：竹內實生
「美麗之白虎」，被Gao Tiger挑選的戰士，並是牙吠連者唯一的女生及年紀最小的隊員。
於鹿兒島出身，而其父親亦為當地的武術教授，後來為能超越父親而搬到東京並在武術學院學習，而在作為牙吠連者期間則暫時休學。
渴望有一位帶着玫瑰花的白馬王子，但不喜歡別人將自己當作小孩子看待。
於變身後能利用老虎般的敏捷及快速的身手以攻擊及撕裂對手。
在與奧魯古的戰鬥結束後便繼續其武術修行，並獲得其父親認可。
大神 月麿（おおがみ つくまろ）／ 牙吠銀
演：玉山鐵二
「閃烈之銀狼」，於Quest 21初登場。
原為一千年前的牙吠連者之一，代號「白金」，然而在目睹牙吠神被百鬼丸擊敗後，為能讓其當時未能合體的威力獸合體為Gao Hunter而配戴上具邪氣的暗狼面具，並運用邪氣的力量成功擊敗百鬼丸，但亦因此被邪氣支配成為奧魯古公爵狼鬼，最後其同伴亦出於無奈下只好將其封印。
後來其封印則被烏羅解除，而作為狼鬼的他仍殘存些許人格，並且當月亮被完全遮蓋時則能變回人類樣貌，而於現代的五位牙吠連者知悉其本身為人類後便透過與其苦戰成功將其身上的邪氣驅走，而回復為人類樣貌的他亦在獲得其威力獸重新認可下成為牙吠銀。
然而除了與奧魯古戰鬥時會跟其他五人並肩作戰外，平時猶如一匹孤獨的野狼獨來獨往，而他亦經常於一處酒吧練習桌球；另外在過往的紫跟帝多姆於為Gao Deer獻唱時亦在其身旁吹奏笛子伴奏。
在與奧魯古的戰鬥結束後便展開其現代的流浪生活。

#### 牙吠連者的協力者／相關者
帝多梅
演：岳美
已存活了超過一千歲的牙吠巫女。
擁有感受大自然的神秘力量，除了能與Power Animal心靈相通外亦能透過徒手接觸插座啟動電器。
領導六位牙吠連者與奧魯古戰鬥，另外其自身並擅長料理跟近身格鬥。
最後在與奧魯古的戰鬥結束後便前往月球長眠，後來在與風太郎跟牙吠連者重聚時便一同在Animarium野餐。
紫
演：岳美（分飾）
一千年前的牙吠巫女，亦為帝多姆的外婆。
牙吠之蛋→牙吠之幼體→Soul Bird
聲：今野宏美
擁有飛機外觀的鳥型生命體，於Quest 12誕生。
另稱「靈魂之鳥」、「牙吠之心臟」，擁有增強牙吠之魂以及治癒Power Animal的力量，並能夠進入精靈之王的體內作為牙吠連者的駕駛裝置。
其當初為牙吠連者於獲得在天正時代的光之菇後藉由帝多姆以儀式放進神聖之泉內而以牙吠之蛋的型態誕生，而在蛋孵化後則為牙吠之幼體，而當初亦因其鳴叫而被取暱稱為「皮尤醬」，後來在牙吠連者與酒天苦戰時亦成長為Soul Bird協助其戰鬥。
Gao God／風太郎（ふうたろう）
聲：增岡弘／演：有岡大貴（風太郎）
Power Animal之神，於Quest 21初登場。
為由五個God Power Animal合體的精靈之王，另外其自身亦能化身為人類小孩樣貌的風太郎，而帝多姆對其尊稱為「荒神大人」。
於一千年前戰敗於當時的究極奧魯古百鬼丸；隨後在現代則以魂魄形式嘗時喚醒當時還是狼鬼的月麿。
在牙吠黃、藍、黑、白四人被烏羅送往黃泉後則以風太郎的樣貌現身於四人面前並考驗他們，而在四人通過考驗後便將之復活。
其後Gao God亦開始常以風太郎的樣貌現身於牙吠連者面前，而其自身雖對於人類污染地球一事存有不滿，但同時他亦藉此以帶走所有Power Animal之計考驗牙吠連者，而最後在牙吠連者成功通過考驗後便與其暫別。
後來因感受到散布於各地的邪氣聚集於一點，認為與奧魯古的決戰在即的風太郎便現身於Gao Rock內告知牙吠連者；隨後在三位公爵殿下復活後亦成功潛入Matrix內將地獄之穴封閉，但在羶氣誕生後則以Gao God型態與其對戰時卻不敵對方而在月麿的懷抱中消逝。
而最後在獲得重生的Gao God則以風太郎型態與帝多姆跟牙吠連者重聚，並一同在Animarium野餐。

### Power Animal
Power Animal，為以吸取地球的物質與元素實體化的動物外觀之精靈，而其總數皆共有100個。
牠們會向牙吠連者透過賜予牙吠寶珠的形式告知對方已獲得其認可，牙吠連者亦能透過寶珠召喚Power Animal；然而一旦其牙吠寶珠或其自身被沾上邪氣的話，其則會轉化為與牙吠連者對立的「魔獸」。
 Gao Lion
牙吠紅的夥伴，為獅子外貌的Power Animal。
其擁有鋒利的獠牙可粉碎鋼鐵，另外其金色鬃毛的後方亦附有雙推進器以助其加速跟衝擊。
為Gao King的胸部；Gao Centaur的下半身。
其他登場作品：《海賊戰隊豪快者》
 Gao Eagle
牙吠黃的夥伴，為鵰外貌的Power Animal。
其飛行速度相當高，另外其亦能運用鋒利的翅膀斬擊及釋放複數光彈Feather Bomb。
為Gao King的頭部與胸甲；Gao Muscle的腹甲。
 Gao Shark
牙吠藍的夥伴，為鯊魚外貌的Power Animal。
除了能於水中活動外亦可於空中飛行，並能運用其堅硬的鼻子跟鋒利的牙齒攻擊。
為Gao King／Gao Centaur的右手臂。
 Gao Bison
牙吠黑的夥伴，為野牛外貌的Power Animal。
能運用其頭上的兩只角進行衝擊，其威力亦可粉碎高樓大廈。
為Gao King／Gao Muscle的腹部與雙腿。
 Gao Tiger
牙吠白的夥伴，為白虎外貌的Power Animal。
能透過快速動作跟速度以擾亂敵人及對敵人進行爪擊。
為Gao King／Gao Centaur的左手臂。
 Gao Elephant
大象外貌的Power Animal，於Quest 5初登場。
能以時速200公里的速度衝擊目標；而其自身亦可變形為精靈之王的武裝─鞭劍Elephant Sword及盾牌Elephant Shield，而其必殺技為以Elephant Sword鞭斬敵人的「豪力雙斷Evil Crusher」。
其初時則於一處山丘中沉睡，而其牙吠寶珠則被封印於球型石頭內並與一卷記載有關Power Animal內容的不完整卷軸收藏在一處寺廟內，後來兩者曾一度被察覺其氣息的酒天奪取，但卻藉自身的力量成功擺脫酒天後則被牙吠連者奪回，其後其牙吠寶珠亦藉帝多姆的祈禱下成功解除封印，並藉著牙吠白的召喚甦醒，最後更成為牙吠連者的夥伴。
 Gao Giraffe
長頸鹿外貌的Power Animal，於Quest 7初登場。
能以時速900公里的速度奔跑及以其長頸鞭擊目標；而其自身亦可變形為精靈之王的武裝─可伸縮長矛Giraffe Spear，同時亦為Gao Icarus的右手臂，而其必殺技為以Giraffe Spear貫穿敵人的「惡鬼貫徹Neck Thrust」。
其初時則喬裝位於一處港口的起重機，並以預知夢的形式告知與其心靈相通的海／牙吠藍，隨後在帝多姆成功解讀卷軸後則指示牙吠藍以心靈召喚Gao Giraffe，最後在牙吠藍獲得其牙吠寶珠並召喚後，Gao Giraffe亦卸下其喬裝協助牙吠連者戰鬥。
 Gao Bear、 Gao Polar
兩者皆分別為黑熊與北極熊外貌的Power Animal兄弟，於Quest 9初登場。
Gao Bear能吐息高溫火焰；而Gao Polar則能吐息冷凍光束。
能變形為精靈之王的武裝─拳套Bear Knuckle與Polar Knuckle，同時亦為Gao Muscle的雙手臂；至於其必殺技為同時釋放Bear Knuckle之火焰與Polar Knuckle之冷凍光束的「冰牙炎滅Bear Strike」。
初現身時兩者皆以人類雙胞胎小兄弟的樣貌請求岳／牙吠黃的協助奪取能讓其回復原貌的花朵，而最後在Gao King遇險時，兩人亦藉花朵的力量變回原貌並協助牙吠連者。
 Gao Gorilla
猩猩外貌的Power Animal，於Quest 10初登場。
擁有敏捷身手與強壯的力量，並能藉著其能力製造香蕉樹後從樹上摘下香蕉型炸彈Banana Bomb向敵人投擲。
為Gao Muscle的頭部與胸部。
初現身時為天正時代的神聖森林之守護者，後來牠亦將牙吠連者召來該時代，其後在當時身體虛弱的Gao Lion無法戰鬥後便在當地的一位少女與Gao Bear跟Polar的請求下甦醒並出戰，兼且於成功消滅推土機奧魯古後便聯同牙吠連者返回現代。
 Gao Wolf
牙吠銀的夥伴，為狼外貌的Power Animal，於Quest 16初登場。
能使用其銳利的牙與爪攻擊，其力量亦與Gao Lion不相伯仲；另外其自身亦可變形為月麿／牙吠銀的摩托車Wolf Loader。
為Gao Hunter的左手臂，另外其自身亦能作為其他精靈之王的手臂。
 Gao Hammerhead
鎚頭鯊外貌的Power Animal，於Quest 16初登場。
與Gao Shark同樣具有於空中飛行之能力，並擅長咬擊。
為Gao Hunter的右手臂，另外其自身亦能作為其他精靈之王的手臂。
 Gao Ligator
短吻鱷外貌的Power Animal，於Quest 16初登場。
擅長咬擊及以其粗壯的尾巴鞭擊，並可於水陸兩方活動。
為Gao Hunter的頭部、身軀與雙腿。
 Gao Madillo
聲：前田千亞紀
犰狳外貌的Power Animal，於Quest 22初登場。
能運用其堅硬的外殼以滾動形式撞擊目標；而於合體為精靈之王時則會依附於作為雙腿的Gao Rhinos之右足上。
初現身時則喬裝為一顆足球，後來在目睹Gao Bison被割草機奧魯古弄傷後則走到牙吠連者身旁並表示願意聯同Gao Rhinos與牙吠連者並肩作戰。
 Gao Rhinos
犀牛外貌的Power Animal，於Quest 23初登場。
能以時速300公里的速度突擊目標；而合體為精靈之王時則會作為其雙腿，而必殺技為以Gao Madillo作為足球踢擊目標的「強蹴一閃Rhino Shoot」。
 Gao Deer
鹿外貌的Power Animal，於Quest 29初登場。
能以其角釋放具治癒作用的光之粒子Deer Healing以及封鎖敵人行動的光之鎖鏈Capturing Ring；而其自身亦可變形為精靈之王的武裝─剪刀Deer Scissors，同時亦為Gao Icarus的左手臂，而其必殺技為以其角包覆及淨化邪氣的「清輝顯現Bubble Capture」。
過去較為喜歡聆聽當時的牙吠巫女紫唱歌，然而在紫於一次被奧魯古重傷而無法繼續唱歌後，Gao Deer則對於當時未能保護紫的大神則懷有恨意並離去。
後來Gao Deer於現代重現後亦在大神的勸說以及帝多姆的獻唱下便選擇放下仇恨，並與牙吠連者並肩作戰。
 火之鳥 Gao Falcon
隼外貌的Power Animal，於Quest 31初登場。
擁有與所有鳥型Power Animal中最強的戰鬥力，並能以其翅膀上的眼睛瞪視對手以制止其行動。
為Gao Icarus／Gao Centaur的頭部與身軀。
為天空島Animarium的守護精靈，初時則沈睡於Animarium的一處火山中，後來在被烏羅殺害的牙吠黃、藍、黑、白四人亦經Gao God的化身風太郎之指示下成功讓牙吠紅獲得Falcon Summoner，及後牙吠紅便以Falcon Summoner喚醒Gao Falcon。
God Power Animal
於Quest 36初登場。
為於一千年前與當時的牙吠連者並肩作戰的五種Power Animal，而上述五者亦能合體為Gao God。
 Gao Leo
黑色獅子外貌的Power Animal，能以其銳利的爪與牙攻擊。
為Gao God的胸部。
 Gao Condor
禿鷹外貌的Power Animal，擅長透過急速下降的方式啄擊敵人。
為Gao God的頭部。
 Gao Sawshark
能於水中活動與於空中漂浮之鋸鯊外貌的Power Animal，並會以其作為鋸齒的鼻子為武器。
為Gao God的右手臂。
 Gao Buffalo
水牛外貌的Power Animal，擅長以其頭上的角撞擊。
為Gao God的腹部及雙腿。
 Gao Jaguar
美洲豹外貌的Power Animal，擅長透過瞬間爆發的靈活力爪擊敵人。
為Gao God的左手臂。

#### 精靈之王
精靈之王，為複數Power Animal合體的巨人型態。
Gao King
為Gao Lion、Eagle、Shark、Bison與Tiger合體的精靈之王，於Quest 2初登場。
使用武器為由Gao Shark的尾鰭變形的劍─Fin Blade，而其必殺技則為以Fin Blade斬擊的「怒濤一閃Surging Arrow」以及同時由其五種Power Animal釋放的光束「天地轟鳴Animal Heart」；而在Soul Bird依附於Gao King後則能使出Animal Heart的強化版「天地轟鳴Super Animal Heart」。
Gao Muscle
為Gao Gorilla、Eagle、Bison、Bear與Polar合體的肌肉型精靈之王，於Quest 10初登場。
使用武器附有鎖鏈的錨─Muscle Anchor，而其雙肩亦附有8門光束炮Muscle Crackers；而其必殺技為以Bear Knuckle與Polar Knuckle拳擊敵人的「剛力無雙Muscle Lariat」。
Gao Hunter
為Gao Wolf、Hammerhead與Ligator合體的精靈之王，於Quest 17初登場。
於被邪氣侵佔時為附有獨角之狼面的「Evil」型態；而在月麿成為牙吠銀後則轉換為人面的「Justice」型態；而後期亦出現接受了藍色月光之力量沐浴的「Blue Moon」型態。
其使用武器為由Gao Ligator的尾巴變形的鑽頭Ligator Blade以及Gao Wolf的尾巴變形的回力刀Crescent Boomerang，而必殺技為從Gao Ligator嘴部釋放的光束「天地震撼Beast Hurricane」；而其Blue Moon型態的必殺技為以Ligator Blade斬擊的「Ligator Blade 彎月斬」。
Gao God
詳見牙吠連者的協力者／相關者。
Gao Icarus
為Gao Falcon、Giraffe、Madillo、Rhinos與Deer合體的天空精靈之王，於Quest 31初登場。
具有防禦力高的可飛行翅膀，而翅膀上的雙眼亦可釋放束縛光束Icarus Bind；至於其必殺技則為以Gao Madillo作為足球踢擊目標的「究極天技Icarus Dynamite」。
Gao Centaur
為Gao Lion、Shark、Tiger、Elephant與Falcon合體的半人馬型精靈之王，於Quest 43初登場。
其能夠陸地、天空甚至鬼靈界內奔馳；至於其必殺技則為從空中以Elephant Sword連續斬擊的「究極劍技 獸王之舞」。

### 奧魯古
奧魯古，為藉著邪惡意念跟衝動實體化的魔物。
其所流的血液為綠色，並以其頭上的角作為特徵，而角亦為其生命來源，故一旦奧魯古失去了角後便會逐漸虛弱，最後死亡。另外角的數目越少，其地位亦相當高。
公爵殿下
地位最高的奧魯古，以其頭上的大型獨角為象徵。
於現代誕生的公爵殿下則有三人（酒天、烏羅、拉剎茲），但三人先後皆被殺害，其後三人藉著依附於被亞敗巴帶回現世的婕婕復活，並藉著其各自的武器組合之修羅百鬼劍以及從Matrix內的地獄之洞取得更強大的力量讓牙吠連者身陷苦戰，而最終三人雖然因地獄之洞被風太郎封印而喪失力量，隨後繼而被牙吠連者消滅，然而其遺骸則被婕婕融合奧魯古心臟製造究極奧魯古─羶氣。
酒天
聲：稻田徹
於現代中第一位誕生的公爵殿下，於Quest 2初登場。
擁有紅色的身驅，而其身上則長有多顆眼睛，另外酒吞亦曾摘下其中一顆眼睛予亞敗柏跟婕婕找尋奧魯古魔人，至於使用武器則為可釋放電流的雙刃戰斧─Highness Axe。
個性較容易暴躁跟衝動，並且有很強的破壞欲。
後來利用冷凍奧魯古將牙吠連者的牙吠之魂凍結導致牙吠連者失去所有力量，但隨後在牙吠連者透過牙吠之幼體的牙吠之魂恢復力量並反擊之，其後酒天便利用婕婕的杖將自己巨大化後仍不敵Gao Muscle與Gao King，最後在被打敗後雖仍生還，但結果還是被烏羅殺死。
烏羅
聲：西脇保
於現代中第二位誕生的公爵殿下，於Quest 14初登場。
擁有綠色的身驅，而其則擁有龐大的耳朵跟鼻子，至於使用武器則為可作為扇子的鎌刀，同樣地如果其角上的寶石沒有被摧毀的話，其則能再度復活。
個性陰險的頭腦派，並喜歡收集美麗的東西（尤其是牙吠寶珠），而與其他於現代誕生的公爵殿下相比，他則與亞敗柏跟婕婕相處較友好。
初登場時隨即殺害了酒天，而當初亦為了能獲得狼鬼（月麿）身上的千年邪氣之力量而解除其封印，其後在牙吠連者成功驅走狼鬼（月麿）體內的千年邪氣後，繼而被變身為牙吠銀的月麿擊敗。
然而烏羅便藉著其角上未有被摧毀的寶石復活，並且運用千年邪氣製造奧魯古魔人以培養及增強千年邪氣之力量，最後更運用千年邪氣讓自己進化為究極體，甚至還前後殺害了牙吠藍、黑、黃、白四人。
最後在巨大化後則被Gao Icarus擊敗，同時千年邪氣亦因而灰飛煙滅。隨後恢復原貌的烏羅隨即被牙吠銀摧毀其角上的寶石後繼而被牙吠連者的破邪百獸劍殺害。
拉剎茲
聲：西川宏美（獨角）、柴田秀勝（胸膛）
於現代中第三位誕生的公爵殿下，於Quest 32初登場。
擁有藍色的身驅，而其身上則長有多個嘴巴跟牙齒，然而只有其胸膛跟獨角上的嘴巴才能說話，至於其使用武器則為大型餐刀與餐叉。
其嗜好為吃東西，對於美食（甚至該物並非食物）亦有相對的挑剔，並形容牙吠連者為「六色丸子」，而其個性亦為所有於現代誕生的公爵殿下中最無情。
後來因看中了帝多姆的料理而下令將其俘虜作為其廚師，期間更利用婕婕作為其擋箭牌，隨後在一時衝動下糟蹋了帝多姆製作的料理以及帝多姆被成功救走後，拉剎茲便指使其於與痛苦奧魯古跟牙吠紅交好時則寄生於牙吠紅的G-Phone內的蟲型分身體破壞牙吠連者的G-Phone跟Gao Rock，而在作戰成功後便藉著吞吃其分身體將自己巨大化，然而最後在牙吠連者獲得Gao Deer修復G-Phone後繼而被對方以Gao Centaur的「究極劍技 獸王之舞」消滅。
公爵奧魯古
奧魯古的幹部，其地位則僅次於公爵殿下。
以其頭上的獨角為特徵，故亦被稱為「一角」。
亞敗巴
聲：坂口候一
公爵奧魯古，與婕婕為拍擋兼好友。
其口頭禪為「這下子糟糕了！」。
使用武器為一把劍及兩把可釋放破壞光線的匕首，故亦與同為用劍的牙吠黃為對手；另外亞敗巴曾因沐浴千年邪氣而獲得強化，但最後在千年邪氣被牙吠連者消滅後便恢復原貌。
在婕婕被送到鬼地獄期間常用其魔杖將被擊敗的奧魯古魔人巨大化；而後來亦成功運用婕婕遺下的角將她以及依附於其身上的三位公爵殿下從鬼地獄中救起。
然而最終在羶氣被擊敗後則與婕婕一同在崩塌的Matrix內被活埋。
婕婕
演：齊藤麗
公爵奧魯古，與亞敗巴為拍擋兼好友。
使用武器為大型魔杖，同時亦能透過魔杖發射奧魯古種子讓被擊敗的奧魯古巨大化，另外其與同為女戰士的牙吠白為對手。
曾於烏羅首次被擊敗後則將其遺物帶回Matrix祭拜時卻遭其力量沐浴而一度成為公爵殿下「鬼姬」，但最後仍不敵牙吠連者的破邪百獸劍而變回原有樣貌；其後亦曾因沐浴千年邪氣而獲得強化，然而最後在千年邪氣被牙吠連者消滅後便恢復原貌。
後來於一次跟隨多羅多羅實行俘虜帝多姆的行動潛進Gao Rock時因觸碰能對奧魯古造成傷害的神聖之泉的泉水而驚動睡夢中的牙吠連者，繼而遭到拉剎茲的唾棄，及後婕婕為能再次取得拉剎茲的信任而聽信多羅多羅之讒言將其自身的角斬掉以免再次遭受泉水的傷害，然而直至成功將帝多姆擄走後才得知自己被騙的真相，而最後更被拉剎茲作為破邪百獸劍之擋箭牌而死。
其後被亞敗巴從鬼地獄中救起，而婕婕亦因同時將依附於其身上的三位公爵殿下帶回現世而被獲加冕為奧魯古巫女；隨後在三位公爵殿下被牙吠連者擊敗後亦運用其遺骸與奧魯古心臟融合製造究極奧魯古羶氣。
然而最終在羶氣被擊敗後則與亞敗巴一同在崩塌的Matrix內被活埋。
其他登場作品：《轟轟戰隊冒險者VS超級戰隊》
狼鬼（ロウキ）
聲：竹本英史
有著狼的外貌之公爵奧魯古，於Quest 15初登場。
其真面目為一千年前於月麿配戴上暗狼面具後便佔據其身體之邪氣，隨後則被月麿當時的同伴在逼於無奈下封印。
後來其封印則被烏羅解開，而初甦醒時其腦海已完全忘記自己原為牙吠連者的身份，故僅記得自己被牙吠連者封印的他便視現代的牙吠連者為敵人，而在對戰期間更成功奪取Gao Elephant、Giraffe、Bear與Polar的牙吠寶珠，另外個性我行我素的他並不願與烏羅一同行動。
使用武器為彎月型黑刀三日月劍，並能透過散下狼之種子讓被擊敗的奧魯古重生並巨大化，另外其持有的魔笛可於裝嵌牙吠寶珠後便透過吹奏之召喚已成為魔獸的Power Animal。
在與牙吠連者對戰期間因Gao God的出現而開始產生動搖，其後狼鬼卻被烏羅植入能改寫記憶的奧魯古羽蟲後則成為其傀儡，並向烏羅貢獻自己所取得的牙吠寶珠。
後來雖最後在牙吠連者知悉狼鬼原為人類後便透過苦戰成功驅走其身上的邪氣，然而其邪氣亦因而逐漸增強力量，並透過其破碎的暗狼面具重生為獨立個體，但最後在使用狼之種子自行巨大化後與牙吠連者對戰，結果還是被Gao King摧毀其角後繼而被Gao Hunter消滅，而暗狼面具亦因而徹底摧毀。
普羅普拉、究拉拉
聲：石川英郎（普羅普拉）／飛鳥井豐（究拉拉）
兩人皆為作為拉剎茲部下的公爵奧魯古，於Quest 32-33登場。
普羅普拉擁有螺旋槳戰鬥機之外貌，而其身上則長有多個機槍；而究拉拉則擁有坦克之外貌，並會以其作為獨角的大炮攻擊。
兩人為與拉剎茲同時誕生，而於與牙吠連者首次戰鬥中落敗後則被拉剎茲透過將亞敗巴與婕婕的能量轉移至兩人身上而獲得強化，然而最後仍不敵牙吠連者後繼而被婕婕巨大化復活，但結果仍被Gao Icarus的「究極天技Icarus Dynamite」消滅。
多羅多羅
聲：增谷康紀
忍者型公爵奧魯古，於Quest 42-43登場。
擅長使用忍術製造死靈傀儡及對敵人攻擊己方與對被照映對象之本體造成傷害的影子分身。
為拉剎茲的心腹，而當初亦奉拉剎茲之命活捉帝多姆，然而後來在意圖對亞敗巴施以影子分身之術時卻意外反遭亞敗巴手持的鏡子照射而衍生其自身的影子分身，其後在被牙吠紅以Falcon Summoner攻擊其影子分身而遭擊敗後隨即被亞敗巴巨大化，並且將牙吠連者帶往鬼靈界，但最後還是被前來的Gao Centaur消滅。
百鬼丸（ひゃっきまる）
為一千年前的究極奧魯古。
曾以其驚人的實力擊敗Gao God，但最後則被當時配戴闇狼面具的月麿操縱之Gao Hunter消滅。
羶氣
聲：鄉里大輔
於Quest 49初登場。
為婕婕以酒天、烏羅及拉剎茲的遺骸與奧魯古心臟融合而誕生的究極奧魯古，而其使用武器為修羅百鬼劍。
其擁有的力量能壓垮包含Gao God在內的精靈之王，而牙吠連者所擁有的Power Animal亦逐一被其擊敗，但最後在牙吠連者不願放棄的呼喊下成功喚醒所有Power Animal，並且在所有Power Animal與牙吠連者聯手成功摧毀其肉體後，其奧魯古心臟繼而被牙吠連者的破邪百獸劍徹底摧毀。
奧魯古魔人
頭上擁有複數的角之奧魯古。
其通常為被邪氣感染的普通物體所誕生，並有著該物體的特徵；另外亦有部分奧魯古魔人則由公爵殿下親手製作。
奧魯基特
地位最低的奧魯古兵卒，而每個奧魯基特的頭上則擁有一只不完全的小角。
由婕婕持有的小型壺內的提煉物所製造，而使用武器為可釋放火焰的棍棒。

## 牙吠連者的裝備
變身器
G-Phone
除了牙吠銀外其餘五人的變身器兼通訊器。
G-Breath Phone
牙吠銀的狼頭型變身器兼通訊器，於Quest 24初登場。
牙吠寶珠
Power Animal的寶珠，亦為其認可牙吠連者的象徵。
獸皇劍
牙吠連者的近戰用短劍，而將牙吠寶珠裝嵌於劍上後亦能召喚與寶珠相應的Power Animal。
破邪之爪
為牙吠連者的個人武器。
 Lion Fang
牙吠紅的手甲。
其可獨自分拆為雙手甲，並能變形為槍炮Gao Main Buster。
為破邪百獸劍的護手。
 Eagle Sword
牙吠黃的長劍；為破邪百獸劍的劍尖。
 Shark Cutter
牙吠藍的雙肘刀；為破邪百獸劍的劍格。
 Bison Axe
牙吠黑的雙刃戰斧；為破邪百獸劍的劍身。
 Tiger Baton
牙吠白的短棍棒；為破邪百獸劍的劍柄。
 Gao Hustler Rod
牙吠銀的棍棒，於Quest 24初登場。
能轉換為「軍刀」、「光束槍」以及「桌球棒」三種模式，另外亦能透過「桌球棒」模式擊打百獸寶珠以發動必殺技「破邪聖獸球」及召喚Power Animal。
組合武器：破邪百獸劍
為除了牙吠銀的Gao Hustler Rod外其餘五人的破邪之爪組合之必殺武器。
 Falcon Summoner
牙吠紅的隼型武器，於Quest 31初登場。
為當時被烏羅殺害的牙吠黃、藍、黑、白四人於黃泉中透過風太郎的指示將四個浮雕組合後而誕生。
能轉換為「光束槍」與「弓」兩種模式，亦能透過裝備內置牙吠寶珠的獸皇劍召喚Power Animal。

## 設定
天空島 Animarium
Power Animal的棲息之地，為於天空中漂浮的海龜外貌之島嶼。
Gao Rock
牙吠連者的據點。
其外觀為陸龜外貌之岩石，並能藉著帝多姆的力量於空中飛行及擬態隱匿。
內有一座神聖之泉，平時帝多姆則會於泉內休憩，而泉水亦會因感應到奧魯古的波動而濺起水花，另外一旦奧魯古接觸泉水便會遭受傷害。
而最後在與奧魯古的戰鬥完結後，帝多姆便搭乘Gao Rock前往月球長眠。
鬼洞窟 Matrix
奧魯古的洞穴，位於一處深谷內。
內有大量雕像跟連接至鬼地獄的「地獄之穴」，亦為公爵殿下跟公爵奧魯古誕生的地方。
然而最後在羶氣被消滅後則倒塌。
鬼靈界
奧魯古的死後世界。
內存大量的邪氣與憎恨力量，而位於最深處亦被稱為「鬼地獄」。

## 製作團隊
製作人員：
- 原作：八手三郎
- 製作人：
  - 朝日電視台：高橋由佳、太田賢司
  - 東映：日笠淳
  - 東映Agency：矢田晃一

- 劇本：武上純希、赤星政尚、酒井直行、中洲千惠次郎
- 導演：諸田敏、渡邊勝也、坂本太郎、竹本昇、松井昇、舞原賢三、中澤祥次郎
- 動作導演：竹田道弘、新堀和男
- 配樂：中川幸太郎
- 特攝導演：佛田洋
- 製作：朝日電視台、東映、東映Agency

皮套演員：
-  牙吠紅：福澤博文
-  牙吠黃：竹内康博
-  牙吠藍：今井靖彦
-  牙吠黑：日下秀昭
-  牙吠白：蜂須賀祐一
-  牙吠銀：大藤直樹、三村幸司

## 播放列表
以下時間以當地時間（日本時間）為準：
| 日本首播日期 | 集數 | 標題 （日語）（漢譯）  | 主役奧魯古一方                                                   | 編劇         | 導演       |
| ------------ | ---- | ---------------------- | ---------------------------------------------------------------- | ------------ | ---------- |
| 2001/02/18   | 1    | 獅子，怒吼！！         | - 渦輪奧魯古（聲：緒方文興） - 插座奧魯古（聲：齊藤芳）          | 武上純希     | 諸田敏     |
| 2001/02/25   | 2    | 精靈王，豎立！！       | - 鐵絲奧魯古（聲：飯田浩志）                                     | 武上純希     | 諸田敏     |
| 2001/03/04   | 3    | 荒鵰消失了！！         | - 照相機奧魯古（聲：岸祐二）                                     | 武上純希     | 渡邊勝也   |
| 2001/03/11   | 4    | 黏在一起的兩人！！     | - 吊鐘奧魯古（聲：田中亮一）                                     | 武上純希     | 渡邊勝也   |
| 2001/03/18   | 5    | 山在移動！！           | - 輪胎奧魯古（聲：島田敏）                                       | 武上純希     | 坂本太郎   |
| 2001/03/25   | 6    | 牛，焦慮！！           | - 新娘服奧魯古（聲：江川央生）                                   | 武上純希     | 坂本太郎   |
| 2001/04/01   | 7    | 夢在訴說！！           | - 帆船奧魯古（聲：宇垣秀成）                                     | 武上純希     | 諸田敏     |
| 2001/04/08   | 8    | 犬，奔跑吧！！         | - 訊號奧魯古（聲：眞水德一）                                     | 武上純希     | 諸田敏     |
| 2001/04/15   | 9    | 雙子的微笑             | - 手提電話奧魯古（聲：津久井教生）                               | 武上純希     | 竹本昇     |
| 2001/04/22   | 10   | 月亮的邀請！！         | - 推土機奧魯古（聲：松本大）                                     | 武上純希     | 竹本昇     |
| 2001/04/29   | 11   | 父親上京。             | - 武者人偶奧魯古（聲：梁田清之）                                 | 武上純希     | 渡邊勝也   |
| 2001/05/06   | 12   | 真正的是哪一個！？     | - 複製奧魯古（聲：高戶靖廣） - 複製戰隊複製連者                  | 武上純希     | 渡邊勝也   |
| 2001/05/13   | 13   | 被凍結的聲音！！       | - 冷凍奧魯古（聲：田中一成）                                     | 武上純希     | 坂本太郎   |
| 2001/05/20   | 14   | 靈魂之鳥的吶喊         | -                                                                | 武上純希     | 坂本太郎   |
| 2001/05/27   | 15   | 鬼，怒吼！！           | - 吸塵器奧魯古（聲：鹽屋浩三）                                   | 武上純希     | 諸田敏     |
| 2001/06/03   | 16   | 魔笛，吼叫！！         | -                                                                | 武上純希     | 諸田敏     |
| 2001/06/10   | 17   | 大象消失了…            | - 公車奧魯古（聲：岸野幸正）                                     | 武上純希     | 渡邊勝也   |
| 2001/06/24   | 18   | 魔獸，武裝！！         | - 時鐘奧魯古（聲：松野太紀）                                     | 武上純希     | 渡邊勝也   |
| 2001/07/01   | 19   | 猛牛，退出！？         | - 眼鏡奧魯古（聲：金野惠子）                                     | 赤星政尚     | 坂本太郎   |
| 2001/07/08   | 20   | 被囚的巫女             | - 輕型機車奧魯古→摩托車奧魯古 （聲：今村卓博）                   | 武上純希     | 坂本太郎   |
| 2001/07/15   | 21   | 狼鬼，困惑             | - 人體模型奧魯古（聲：阪口大助）                                 | 酒井直行     | 諸田敏     |
| 2001/07/22   | 22   | 巨牛，倒下！！         | - 割草機奧魯古（聲：坂口哲夫）                                   | 武上純希     | 諸田敏     |
| 2001/07/29   | 23   | 狼鬼，死亡！？         | -                                                                | 武上純希     | 渡邊勝也   |
| 2001/08/05   | 24   | 銀狼，閃耀！！         | - 喀邁拉奧魯古                                                   | 酒井直行     | 渡邊勝也   |
| 2001/08/12   | 25   | 第三代鬼姬現身         | - 公爵奧魯古 鬼姬 - 卡拉OK奧魯古（聲：梅津秀行）                 | 武上純希     | 竹本昇     |
| 2001/08/19   | 26   | 狼鬼，復活             | -                                                                | 赤星政尚     | 竹本昇     |
| 2001/08/26   | 27   | 鬧彆扭的雛鳥           | - 壺奧魯古（聲：川津泰彦）                                       | 武上純希     | 松井昇     |
| 2001/09/02   | 28   | 精髓，傳承！！         | - 保齡球奧魯古（聲：遠近孝一）                                   | 武上純希     | 松井昇     |
| 2001/09/09   | 29   | 鹿的治癒               | - 墓碑奧魯古（聲：園部啟一）                                     | 赤星政尚     | 渡邊勝也   |
| 2001/09/16   | 30   | 滿月將殺狼！           | -                                                                | 酒井直行     | 渡邊勝也   |
| 2001/09/23   | 31   | 百獸戰隊，全滅！！     | -                                                                | 酒井直行     | 竹本昇     |
| 2001/09/30   | 32   | 三頭所吃的！！         | - 公爵奧魯古 - 普羅普拉（聲：石川英郎） - 究拉拉（聲：飛鳥井豐） | 武上純希     | 竹本昇     |
| 2001/10/07   | 33   | 少年的祈禱             | - 公爵奧魯古 - 普羅普拉（聲：石川英郎） - 究拉拉（聲：飛鳥井豐） | 武上純希     | 舞原賢三   |
| 2001/10/14   | 34   | 鐵人奧魯古，哭了！？   | - 炭燒奧魯古 （聲、演（人類型態）：諏訪太朗）                    | 武上純希     | 舞原賢三   |
| 2001/10/21   | 35   | 獸皇劍，強奪           | - 鐵匠奧魯古（聲：岸野一彦）                                     | 武上純希     | 諸田敏     |
| 2001/10/28   | 36   | 戰士跳舞               | - 魔笛奧魯古（聲：宮田浩德）                                     | 武上純希     | 諸田敏     |
| 2001/11/04   | 37   | 亞敗巴燃起火焰         | - 雜技奧魯古（聲：早瀨俊行）                                     | 武上純希     | 竹本昇     |
| 2001/11/11   | 38   | 精靈王頂點決戰         | - 馴獸師奧魯古（聲：今村直樹）                                   | 武上純希     | 竹本昇     |
| 2001/11/18   | 39   | 神離開了               | - 螢幕奧魯古（聲：矢薙直樹）                                     | 武上純希     | 舞原賢三   |
| 2001/11/25   | 40   | 天空島，毀滅了         | - 馬口鐵奧魯古                                                   | 武上純希     | 舞原賢三   |
| 2001/12/02   | 41   | 聖誕老人來了           | - 痛苦奧魯古（聖誕奧魯古） （聲：野田圭一）                      | 酒井直行     | 坂本太郎   |
| 2001/12/09   | 42   | 奧魯古忍者侵略！       | - 公爵奧魯古 多羅多羅 （聲：增谷康紀）                           | 赤星政尚     | 坂本太郎   |
| 2001/12/16   | 43   | 獅子，灼熱的           | - 公爵奧魯古 多羅多羅 （聲：增谷康紀）                           | 赤星政尚     | 諸田敏     |
| 2001/12/23   | 44   | Gao Rock，墜落         | -                                                                | 武上純希     | 諸田敏     |
| 2001/12/30   | 45   | 戰鬥，永無止境         | -                                                                | 中洲千惠次郎 | 中澤祥次郎 |
| 2002/01/06   | 46   | 正月が襲う！新年來襲！ | - 新年奧魯古（聲：龍田直樹）                                     | 酒井直行     | 竹本昇     |
| 2002/01/13   | 47   | 蒸氣火車，暴走！       | - 蒸氣火車奧魯古（聲：仮屋昌伸）                                 | 酒井直行     | 竹本昇     |
| 2002/01/20   | 48   | 那些傢伙復活了         | -                                                                | 武上純希     | 舞原賢三   |
| 2002/01/27   | 49   | Matrix，關閉           | - 究極奧魯古 羶氣 （聲：鄉里大輔）                               | 武上純希     | 舞原賢三   |
| 2002/02/03   | 50   | 百獸，死亡             | - 究極奧魯古 羶氣 （聲：鄉里大輔）                               | 武上純希     | 諸田敏     |
| 2002/02/10   | 51   | 百獸，吼叫！！         | - 究極奧魯古 羶氣 （聲：鄉里大輔）                               | 武上純希     | 諸田敏     |

## 音樂
片頭曲：
作詞：桑原永江
作曲、編曲：中川幸太郎
演唱：山形幸生；高尾直樹、佐佐木久美、齊藤妙子（合唱部分）
片尾曲：

作詞：桑原永江
作曲、編曲：奥慶一
演唱：Salia
（Final Quest（第51集））
作詞：洲崎千惠子
作曲、編曲：龜山耕一郎
演唱：Gaoranger；佐佐木久美、齊藤妙子（合唱部分）
原創插曲：

作詞：桑原永江
作曲、編曲：中川幸太郎
演唱：水木一郎；石原慎一、佐佐木久美（合唱部分）

作詞：吉野麻希
作曲、編曲：中川幸太郎
演唱：影山浩宣；佐佐木久美（合唱部分）

作詞：桑原永江
作曲、編曲：龜山耕一郎
演唱：堀江美都子；高尾直樹、佐佐木久美、齊藤妙子（合唱部分）

作詞：八手三郎
作曲、編曲：中川幸太郎
演唱：水木一郎 with Gaoranger

作詞：吉野麻希
作曲、編曲：中川幸太郎
演唱：婕婕（齊藤麗）

作詞：桑原永江
作曲、編曲：中川幸太郎
演唱：山形幸生

作詞：磯谷佳江
作曲、編曲：中川幸太郎
演唱：串田晃

作詞：磯谷佳江
作曲：柘植由秀
編曲：掛橋誠一
演唱：帝多姆（岳美）

作詞：相澤玲摩
作曲、編曲：中川幸太郎
演唱：今井清隆

作詞：吉野麻希
作曲、編曲：中川幸太郎
演唱：山形幸生；廣谷順子（合唱部分）

作詞：磯谷佳江
作曲、編曲：中川幸太郎
演唱：Salia、山形幸生；佐佐木久美、高尾直樹（合唱部分）

作詞：加藤清美
作曲、編曲：中川幸太郎
演唱：MoJo
非原創插曲：

作詞：持田香織
作曲：伊藤一朗
編曲：桑島幻矢
演唱：Every Little Thing

作詞、作曲：淳君
編曲：Dance☆Man
演唱：早安少女組。

作詞：佐藤八郎
作曲：万城目正
演唱：並木路子

## 其他相關媒體
劇場版：《百獸戰隊牙吠連者 火之山，怒吼吧》
此作的劇場版作品，於2001年9月22日上映。
VS系列：
《百獸戰隊牙吠連者VS超級戰隊》
《超級戰隊系列》25周年紀念性質的VS篇作品，於2001年8月10日發售。
《忍風戰隊破裏劍者VS牙吠連者》
此作與《忍風戰隊破裏劍者》的聯動作品，於2003年3月14日發售。

## 超級英雄時間相關條目
- 《假面騎士顎門》

## 海外播放

### 台灣
台灣八大戲劇台於2003年10月5日至2004年9月26日期間每週日上午9時30分首播國語配音版，並於當天晚上7時重播。

### 香港
香港無綫電視翡翠台在2003年11月2日至2004年10月24日期間以《百獸王》的譯名於每週日上午9時30分首播粵語配音版。

### 中國內地
此作為中國內地繼美版《金剛戰士》第1-5季後首部引進到電視台的日版《超級戰隊》作品，當時譯名為《百獸戰隊伽奧戰士》。

## 外部連結
- 百獣戦隊ガオレンジャー （页面存档备份，存于）（東映公式サイト）
- 百獣戦隊ガオレンジャー （页面存档备份，存于）（東映公式サイト内メモリアルページ）
- 百獣戦隊ガオレンジャー （页面存档备份，存于）（スーパー戦隊ネット内の紹介記事）
- 百獣戦隊ガオレンジャー特集 （页面存档备份，存于）（東映ビデオ内のサイト）